# Хронологија ФНРЈ и КПЈ септембар 1948.
Хронолошки преглед важнијих догађаја везаних за друштвено-политичка дешавања у Федеративној Народној Републици Југославији (ФНРЈ) и деловање Комунистичке партије Југославије (КПЈ), као и општа политичка, друштвена, спортска и културна дешавања која су се догодила у току септембра месеца 1948. године.
| ← август · Хронологија ФНРЈ и КПЈ током 1948. године · октобар → |

### 5. септембар
- У Београду одржан Пленум Главног одбора Народног фронта Србије на коме је оставку поднео дотадашњи председник Благоје Нешковић (прешао на функцију потпредседника Владе ФНРЈ), а на његово место изабран је Петар Стамболић. На Пленуму је донета Резолуција у којој је осуђена клеветничка кампања Информбироа против КПЈ.[1][2]
- У Београду одржано ванредно заседање Народне скупштине НР Србије на којој је извршена реконструкција Владе НР Србије — председник Владе постао је Петар Стамболић, потпредседник Владе и потпредседник Планске комисије Јован Веселинов, председник Контролне комисије Раја Недељковић и др.[1]

### 11. септембар
- Председник Владе Јосип Броз Тито посетио Шибеник и Сплит, где је истог дана присуствовао свечаној академији у Дому Југословенске ратне морнарице поводом Дана морнарице (10. септембар). Сутрадан је посетио Вис и Комижу и потом у Сплиту боравио до 19. септембра.[3][4]

### 15. септембар
- У Сарајеву одржана седница Народне скупштине Босне и Херцеговине на којој су изврешне измене у Президијуму Народне скупштине и Влади НР Босне и Херцеговине. Пошто је дотадашњи председник Владе Родољуб Чолаковић прешао на нову дужност у Влади ФНРЈ, нову Владу формирао је Ђуро Пуцар, дотадашњи председник Президијума Народне скупштине, кога је на том месту заменио Владо Шегрт. Влада Ђуре Пуцара трајала је до формирања нове Владе, након скупштинских избора децембра 1950. године.[5]
- У Београду, од 15. до 17. септембра, одржан пленарни састанак Земаљског одбора Народне омладине Србије. На Пленуму су поднети реферати — О наредним задацима организације Народне омладине Србије у средњим и стручним школама Милке Шћепановић, члана Секретаријата Земљаског одбора и О задацима омладинске организације после Десетог пленума  Централног већа у вези са спајањем СКОЈ-а и Народне омладине Раденка Броћића, председника Земаљског одбора.[6]

### 17. септембар
- У Загребу, 17. и 18. септембра, одржан Пети пленум Земаљског већа Народне омладине Хрватске на коме се расправљало о политичко-идеолошком образовању ученика.[6]

### 19. септембар
- У Београду, 19. и 20. септембра, одржан Први пленум Централног одбора Антифашистичког фронта жена Југославије на коме је разматран извештај о организационим питањима и успесима које је Централни одбор АФЖ постигао у одржавању веза са организацијама жена у иностранству. Дискутовано је и о задацима АФЖ, који су постављени на Петом конгресу КПЈ.[6]

### 23. септембар
- У Нови Сад се из Чехословачке вратила прва група омладинаца, ученика у привреди, које је две године раније Влада ФНРЈ послала на стручно обучавање и усавршавање. Након доношења Резолуције Информбироа, на њих је вршен притисак да се изјасне против КПЈ и Владе ФНРЈ, због чега су се вратили у Југославију.[6]

### 25. септембар
- Приликом покушаја илегалног преласка југословенско-италијанске границе погинуо Антун Боначић (1905—1943), фудбалер и бивши репрезентативац.

### 27. септембар
- У Београду одржана заједничка седница Савезног већа и Већа народа Народне скупштине ФНРЈ на којој је донета Резолуција поводом „неправедне и клеветничке кампање” која је поведена у земљама „народне демократије” против Југославије након доношења Резолуције Информбироа.[6][3][2]